# Георги Папанчев
Георги Илиев Папанчев, наречен Лечо и Сучурумски, е български офицер (поручик) и революционер, войвода и военен инструктор в Леринския революционен район на Вътрешната македоно-одринска революционна организация.

## Биография
Георги Папанчев е роден в сливенската махала Клуцохор през 1872 година в родолюбиво семейство – баща му Илия Папанчев е член на Сливенския революционен комитет преди Освобождението, чичо му Петър Папанчев е юрист, депутат и журналист, а брат му Александър Папанчев загива като офицер в Сливнишкото сражение в 1885 година. Георги Папанчев завършва IV клас на Сливенската гимназия, на 31 януари 1894 година постъпва на военна служба и от 17 юни 1895 г. е кандидат запасен подпоручик. Завършва Школата за запасни офицери и служи в 16-и пехотен ловчански полк. През есента на 1902 година Лазар Поптрайков и Тома Давидов привличат поручик Папанчев във ВМОРО, за да замести загиналия лерински войвода Марко Лерински. Първоначално е в Костурско, а след няколко месеца през октомври 1902 година Георги Папанчев се установява в леринското село Баница с 15 души чета, като негов помощник-войвода е Митре Влаха. Там през февруари 1903 година се среща с идващата от България чета на Борис Сарафов и при него остава бомбаджията на Сарафовата чета Дачо Георгиев.
От 27 февруари (стар стил) до 15 март 1903 година четата е преследвана от турски аскери. Дава няколко сражения, в които загиват повечето четници, а останалите се установяват в село Пътеле, където към четата се присъединява учителката Екатерина Динова. На 7 март четата дава седемчасово сражение при Баница, като разкъсва обръча с атака на нож водена от Папанчев и фелдфебел Дачо Георгиев. На 27 март при село Спанци четата дава поредна битка. От 50 души аскер падат 22, а четниците дават 1 убит и 2 ранени. Четата се разпръсва, като Георги Папанчев оставя офицерските си дрехи и преоблечен като селянин с учителката и една селянка преминава хитро през турските постове, взривява склад с муниции и бомби и докато стреснатите турци се окопитят, останалите четници под ръководството на Дачо Георгиев се измъкват. Четата се събира с войводата си в село Сребрено. Там Георги Папанчев се среща с костурските войводи Иван Попов и Коте Христов.
На 10 април при село Лесковец четата дава ново сражение на турците, като с помощта на 100 души милиция от Баница успява да се измъкне. На 17 април получава писмо от Борис Сарафов да замине за село Смилево, той оставя четата на Дочо Георгиев и Георги Чакаров и сам заминава. На Смилевския конгрес е делегат от леринския район и недочакал края на съвещанието на 4 май се прибира при четата си.
След убийството на Тома Давидов неговите четници се присъединяват към Георги Папанчев и така тя става общо 46 души. На 14 май става известно, че Георги Папанчев е назначен за районен началник в леринско за предстоящото Илинденско-Преображенско въстание, а за негов заместник е избран Михаил Чеков. Четата се разделя на три като войводата остава с помощниците си в село Белица, където имат за задача има да правят бомби и да ръководят предстоящото въстание. От 15 до 17 май е на среща с другите войводи като координират общи действия за въстанието. На 27 май се прибират в Баница със събрани муниции от съседните райони.
На 28 май четата е предадена от шпиони и ден по-късно в битка с турски аскер загиват войводите Георги Папанчев, Евстрати Дачев, Васил Попов и Силян Пардов, и 13 четници. Погребани са в двора на църквата „Свети Никола“, разположена в края на селото. След като Баница попада в Гърция в 1913 година, гробът им е заличен от гръцките власти. Днес негова плоча има в родния му Клуцохор.
Христо Силянов пише:
| „ | Чисти въ тѣхнитѣ младежки пориви, неотразимо мили образи изкачатъ отъ задгробното царство на свещенитѣ македонски сѣнки, и добили плъть и кръвь, шествуватъ въ тоя мигъ предъ просълзения ми погледъ... Георги Папанчевъ, сѫщо отъ Сливенъ, спретнатъ, незабравящъ и въ опаснитѣ моменти своя тоалетъ... | “ |

## Памет
На Георги Папанчев е наречена улица в квартал „Факултета“ в София (Карта).